# Еміль Аколла
Емі́ль Аколла́ (фр. Émile Acollas; 1826—1891) — французький юрист, соціаліст і антимілітарист.
За активну пропаганду республіки в період імперії був репресований.
Від 1850 року завідував кафедрою права в Берні. Одночасно співробітничав у респ. газеті «Ревей» («Пробудження») Деле-клюза.
За Паризької Комуни 1871 був призначений деканом юридичного факультету в Парижі.

## Праці
Перу А. належить велика кількість праць з права та політики, серед них 
- «Філософія політичної науки» (1877),
- «Курс цивільного права» (1869–1873) та ін.